# 彭纳皮耶迪蒙特
彭纳皮耶迪蒙特（義大利語：Pennapiedimonte），是意大利基耶蒂省的一个市镇。总面积47平方公里，人口520人，人口密度11.1人/平方公里（2009年）。ISTAT代码为069064。